# Philip Rabinowitz (coureur)
Pour les articles homonymes, voir Rabinowitz.
Philip Rabinowitz, né le 16 février 1904 en Lituanie, mort le 28 février 2008 au Cap en Afrique du Sud,  est un Sud-africain
détenteur de l'officieux titre de centenaire le plus rapide du Monde. Lors d'un 100 mètres effectué le 10 juillet 2004, il a en effet couru la distance en 30,86 secondes, temps bien inférieur au précédent record (36,19) détenu par l'Autrichien Erwin Jaskulski. 
Du fait de l'âge du participant et des risques courus, l'autorité chargée de l'enregistrement de la performance n'était pas la fédération locale d'athlétisme mais le Livre des records.
À 103 ans, Philip Rabinowitz assurait quotidiennement des tâches de comptabilité dans l'entreprise de nourriture pour chiens que possède sa fille, Joyce Kruger. Ce résident du Cap disait marcher quelque six kilomètres les jours ouvrés ainsi qu'une dizaine les samedis après-midi avec les membres du Spartan Harriers Athletics Club.  L'entrainement hebdomadaire qu'il s'imposait l'autorise à participer à des marches compétitives de 5 à 20 km, généralement comme seul représentant de sa catégorie d'âge.
Ne se considérant nullement sprinteur, le sportif était détenteur d'autres records mondiaux « super vétéran » ; à savoir : 
le 5.000 m  (plus de 95 ans) en 42 minutes 58 secondes 7/100, le 5.000m (plus de 100 ans) en 48 minutes 2 secondes et le 20 km (plus de 95 ans) en 2 heures 48 minutes 19 s. Il avait pour entraineur Hannes Wahl (77 ans), ancien international sud-africain d'athlétisme.
Celui qui était surnommé Flying Phil ou Rabinoblitz donnait comme condition à ses longévité et santé, la « modération en tout" » Chose qu'il illustra un jour ainsi : Vous savez quoi, jeunes gens ? Vous êtes jeunes et vous vous amusez avec les jeunes femmes. Là aussi, il faut de la modération : trois partenaires par nuit, c'est suffisant.
Comme nombre de Juifs sud-africains, il était originaire de Lituanie, pays qu'il a quitté en 1925 à 21 ans.